# Postmästarfrun från Hörby
Postmästarfrun från Hörby är en svensk TV-film från 1988.

## Handling
Filmen är en skildring av Victoria Benedictssons levnadsöde. Vid 21 års ålder gifte hon sig med postmästaren Christian Benedictsson, som var 49 år och änkling.

## Om filmen
Filmen premiärvisades på TV2 31 mars 1988.

## Rollista (urval)
- Anette Norberg - Victoria Benedictsson
- Frits Helmuth - Georg Brandes
- Christian Fex - Axel Lundegård
- Åke Jörnfalk - Christian Benedictsson
- Göte Fyhring - Evald Lundegård
- Tove Granditsky - Matti af Geijerstam
- Gustaf Appelberg - Gustaf af Geijerstam
- Katarina Zell - Ellen Key
- Martin Ellborg - Charles de Quillfeldt